# Tabanac
Tabanac – miejscowość i gmina we Francji, w regionie Nowa Akwitania, w departamencie Żyronda.
Według danych na rok 1990 gminę zamieszkiwało 889 osób, a gęstość zaludnienia wynosiła 111 osób/km² (wśród 2290 gmin Akwitanii Tabanac plasuje się na 473. miejscu pod względem liczby ludności, natomiast pod względem powierzchni na miejscu 1203.).